# Elfrun Gabriel

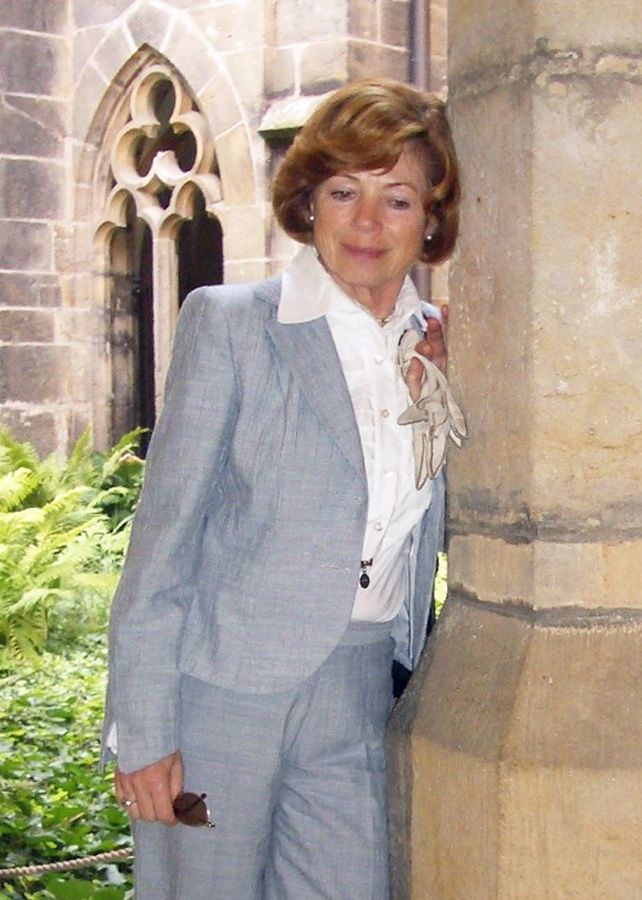
Elfrun Gabriel (2007)

Elfrun Gabriel (* 12. August 1939 in Komotau; † 23. Februar 2010 in Leipzig) war eine deutsche Konzertpianistin und Hochschullehrerin.

## Leben
Elfrun Gabriel war die Tochter des promovierten Juristen Friedrich Karl Gabriel (1905–1986) und seiner Ehefrau Maria Anna geborene Meixner (1901–1980). Sie hatte einen älteren Bruder. 1946 wurde die Familie aus ihrer Heimat vertrieben und kam nach Thüringen. Hier besuchte Elfrun die Grund- und die Oberschule.
Die Eltern erkannten und förderten früh ihr musikalisches Talent. Bereits mit vierzehn Jahren gab sie ihre ersten öffentlichen Konzerte. Nach dem Besuch der Musikspezialschule im Belvedere in Weimar nahm sie das Musikstudium an der dortigen Musikhochschule auf, das sie an der Staatlichen Hochschule für Musik in Leipzig fortsetzte. Zu ihren Lehrern gehörten hier unter anderen Karl-Heinz Kämmerling (1930–2012) und Amadeus Webersinke (1920–2005). Ihre Abschlussnote 1962 im Hauptfach Klavier lautete „mit Auszeichnung“. Während einer folgenden dreijährigen Aspirantur weilte sie in Leningrad und in Krakau, hier bei Halina Czerny-Stefańska (1922–2001), der sie ihre starke Beziehung zu Frédéric Chopin (1810–1849) verdankte.
Obwohl sie schon während ihres Studiums eine gefragte Konzertpianistin war, übernahm sie nach der Aspirantur ein Lehramt an der Leipziger Hochschule. Während des Studiums und der Aspirantur nahm sie erfolgreich an mehreren internationalen Klavierwettbewerben teil. Die zunehmenden solistischen Aufgaben führten 1977 zu dem Entschluss, die Hochschultätigkeit aufzugeben. Ihre Interpretationserfahrungen gab Elfrun Gabriel in Meisterkursen im In- und Ausland weiter, so unter anderem in Malmö, Reykjavík, Limassol, Florianópolis (Brasilien), Münster sowie Rheinsberg und war Jurymitglied in internationalen Klavierwettbewerben.

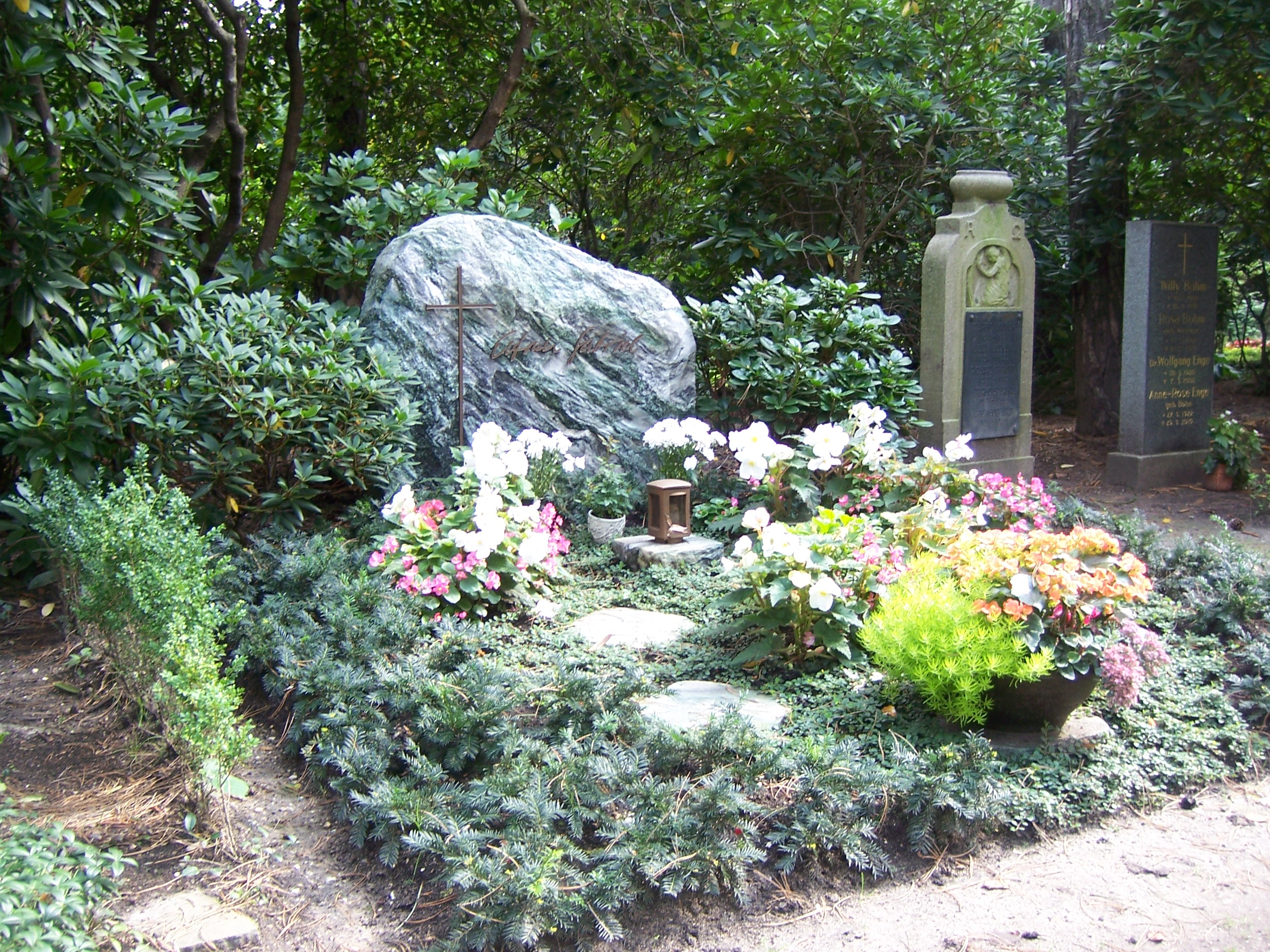
Ihr Grab auf dem Leipziger Südfriedhof (2011)

Mit renommierten Orchestern spielte sie erfolgreich Klavierkonzerte unter anderem von Tschaikowski, Schumann, Chopin, Liszt und Schostakowitsch unter Dirigenten wie Kurt Masur, Ken-Ichiro Kobayashi, Hartmut Haenchen, Herbert Kegel und Otmar Suitner. Im Bereich der Kammermusik wandte sie sich besonders dem Klavierquartett zu und musizierte vornehmlich mit Mitgliedern des Leipziger Gewandhausorchesters und dem 1985 in Berlin gegründeten Vogler-Quartett. Ihre besondere Hingabe aber galt dem Klavierabend, in dem sie ihrem Ausdruckswillen in idealer Weise Gestalt geben konnte. Mit unzähligen Klavierabenden feierte sie Erfolge unter anderem in Wien, Paris, Moskau, Madrid, Berlin, Lissabon, Kairo, Warschau und Reykjavík.
Es existieren zahlreiche Rundfunk-, Fernseh- und Tonträgeraufzeichnungen von ihr. Noch zwei Monate vor ihrem Tod, der sie nach kurzer schwerer Krankheit im Februar 2010 ereilte, war sie mit Rundfunkaufnahmen im MDR-Studio am Leipziger Augustusplatz beschäftigt. Ihre letzte Ruhestätte fand sie auf dem Leipziger Südfriedhof.

## Stiftung Elfrun Gabriel
Elfrun Gabriel hatte bis zu ihrem Tode 2010 dreißig Jahre in jedem Sommer Konzerte im Liebhabertheater von Schloss Kochberg gegeben, dem sie sehr verbunden war. In Erinnerung an sie initiierte deshalb 2012 der Ehemann der Pianistin, Herfried M. Schneider, gemeinsam mit dem Verein Liebhabertheater Schloss Kochberg e. V. und dem Ilmenauer Unternehmen IPOL GmbH, eine Treuhandstiftung zur Förderung begabter junger Pianisten, die ihren Namen trägt: „Stiftung Elfrun Gabriel“.
Zweck der Stiftung ist die Förderung herausragender junger Pianisten der Hochschule für Musik und Theater Felix Mendelssohn Bartholdy Leipzig, an der Elfrun Gabriel selbst studierte und als Lehrerin wirkte. Bis 2022 konnten 21 Stipendiaten ausgezeichnet werden, die neben der Gewährung eines Jahresstipendiums auch in zahlreichen durch die Stiftung organisierten Konzerten Podiumserfahrung erwerben können.

## Rezensionen
In Rezensionen ihrer Konzerte wurden immer wieder die Leichtigkeit, ihre Einfühlsamkeit und die Kantabilität ihres Spiels hervorgehoben, so unter anderem
- Ein schillernder Konzertabend mit Elfrun Gabriel … mit bestechender Leichtigkeit und Charme …  mit großem klanglichem Reichtum (Centre Press, Frankreich)
- Die Musik der Elfrun Gabriel … klingt genau wie ihr Gang: Schwerelos, traumverloren, leicht, mit glasklarem Anschlag (Bach) …  von sanftem Schwung freilich - und herrlich geschmeidig klang dann ihr Chopin. (Süddeutsche Zeitung)
- Mit zauberhaft samtigem Anschlag zelebrierte Elfrun Gabriel „Reflets dans l´eau“, im Spiel von Wasser und Licht Seelisches symbolisierend,… (Thüringer Landeszeitung)
- … Chopin interpretierte sie in herzerobernder Weise. (Trouw, Amsterdam)

## Diskografie (Auswahl)
- Elfrun Gabriel spielt Klavierwerke von Frederic Chopin. Vinyl-LP, ETERNA 1986
- Elfrun Gabriel: Frédéric Chopin Klavierwerke. ETERNA 1988, Berlin Classics 2009
- Frédéric Chopin: 24 Preludes Op. 28, Impromptu Op 66, Scherzo Op 39. Ars Vivendi, Berlin Classics 1996
- Denkwürdige Begegnung in Leipzig – Mendelssohn, Schumann, Chopin. Cavalli Records 1999
- Elfrun Gabriel: Manuel de Falla, Dimitri Schostakowitsch, Edward Elgar. querstand 2004
- Gabriel spielt Chopin. 3cd-Set, querstand 2005
- Frederic Chopin: Piano Works: 24 Preludes Op. 28, Nocturnes, Waltzes. Berlin Classics 2009
- Elfrun Gabriel: Schumann, Liszt, Mendelssohn, Chopin. querstand 2010 (postum)